# МКС (фільм)
МКС (англ. I.S.S.) — науково-фантастичний фільм режисерки Габріели Каупертуейт. Вперше представлений на кінофестивалі «Трайбека» у 2023 році.

## Історія створення
За словами режисерки фільму, ідея фільму виникла після ознайомлення зі сценарієм, коли, вона зрозуміла, що «Це… можливість…зняти трилер. Отже, це був новий виклик, і я була надзвичайно схвильована цим».
«Мені хотілося, щоб фільм виглядав якомога реалістичнішим і максимально наближеним до реального», зауважила Г. Каупертуейт.

## Сюжет
На міжнародній космічній станції перебуває екіпаж з трьох російських космонавтів: Микола та Олексій Пулови, Вероніка Вєтров і американський астронавт Гордон Барретт.
Модуль «Союз» доставляє на борт МКС двох американських астронавтів: Кіру Фостер і Крістіана Кемпбелла, які приєднуються до екіпажу на орбіті.
Американці та росіяни здійснюють наукові дослідження, зокрема у галузі медицини.
По прибуттю нових членів екіпажу, астронавту Фостер, яка перебуває у космосі вперше, демонструють купол станції, через який відкривається вид на Землю. Після першого дня роботи та відпочинку, Фостер знов йде до куполу. Дивлячись на земну кулю, вона бачить декілька вогняних плям, які розповсюджуються на сході від Юкатану. Думаючи що це виверження вулкану, Кіра повідомляє про побачене іншим членам екіпажу.
Американці та росіяни намагаються зв'язатися із Землею для уточнення ситуації. Барретт отримує повідомлення що між росіянами та США був здійснений обмін ядерними ударами. Також він  отримує наказ про встановлення контролю над МКС.
Згодом стає відомим, що росіяни отримали такий самий наказ.
Невдовзі зв'язок із Землею зникає. Під час спільного пошуку причини його відсутності, висувається припущення щодо несправності антени та Барретт виходить у відкритий космос задля її ремонту. Він встановлює, що антена справна, але в цей час Олексій навмисно пошкоджує систему внутрішнього зв'язку, після чого за допомогою роботизованої системи Микола збиває Барретта з зовнішньої поверхні станції у космічну порожнечу.
Вважаючи вчинок Миколи негідним, Вероніка радить Фостер забрати на нульовому рівні станції ліки проти променевої хвороби, вироблені завдяки дослідженням Олексія, та прямувати до Землі на модулі «Союз». Фостер ділиться інформацією із Крістіаном, який повідомляє про відсутність на станції нульового рівня та звинувачує Вероніку у нещирості.
Своєю чергою Вероніка, намагаючись відвернути увагу, погрожує Олексію та Миколі підірвати станцію. В цей час з іншого входу у відсік з'являються Крістіан із Кірою та Крістіан вдаривши Вероніку, вбиває її. Відчуваючи напругу, вони уходять, вирішуючи переховатись від росіян.
Оскільки Олексій відмовляється вбивати американців, Микола починає самостійні пошуки.
Здійснюючи власні спостереження, Олексій виявляє Гордона на сонячній панелі та допомагає йому повернутися до станції. Повернувшись, Гордон стикається із Миколою та обидва гинуть у двобої.
Фостер випадково знаходить нульовий рівень та розуміє, що Вероніка казала правду.
В спілкуванні із Крістіаном вона з'ясовує, що він веде власну гру, відключивши систему життєзабезпечення станції та звинувачуючи її у зраді.
Крістіан нападає на Олексія, але Фостер приходить на допомогу Пулову. Вони вдвох вбивають Крістіана, після чого стартують на «Союзі»  до Землі.

## Сприйняття
Після виходу у прокат фільм отримав неоднозначні відгуки. Зокрема «The Guardian» характеризує «МКС» як «малобюджетний…трилер, помірно напружений, із недостатньою кількістю ідей…».
Проте, за рецензією видання «Variety», «зіркового акторського складу майже достатньо, щоб зробити фільм „МКС“ Габріели Каупертуейт видатним у жанрі наукової фантастики».

## Цікаві факти
При зйомках фільму була використана створена НАСА копія МКС.

## Нагороди
Премія Австралійського кінематографічного товариства за кращу операторську роботу (Нік Ремі Метьюз), 2023.